# Oncopsis subangulatus
Oncopsis subangulatus är en insektsart som beskrevs av Sahlberg 1871. Oncopsis subangulatus ingår i släktet Oncopsis och familjen dvärgstritar. Inga underarter finns listade i Catalogue of Life.